# ديفيد كينغ (لاعب كرة قدم أمريكية أمريكي)
ديفيد كينغ (بالإنجليزية: David King)‏ هو لاعب كرة قدم أمريكية أمريكي، ولد في 19 مايو 1963 في موبيل في الولايات المتحدة.

## وصلات خارجية
- دايفيد كينغ على موقع مرجع كرة القدم المحترفة.كوم (الإنجليزية)
- دايفيد كينغ على موقع JustSportsStats.com (الإنجليزية)
- دايفيد كينغ على موقع كلية كرة القدم في سبورتس رفرنس.كوم (الإنجليزية)